# Khedafi Djelkhir
Khedafi Djelkhir (Besançon, 26 ottobre 1983) è un pugile francese.

## Palmarès
- Olimpiadi

Pechino 2008: argento nei pesi piuma.
- Europei - Dilettanti

Pola 2004: argento nei pesi piuma.
- Campionati dell'UE - Dilettanti

Madrid 2004: bronzo nei pesi piuma.
Dublino 2007: oro nei pesi piuma.